# Ouane Rattikone
Ouane Rattikone (Ouan Rathikoun; Uan Rāttikun; * 1912 in Luang Prabang; † Oktober 1978) war General der laotischen Luftwaffe, später Oberkommandierender der Force Armée. Diese Stellungen nutzte er, um bis 1975 zum bedeutendsten Heroinproduzenten Indochinas zu werden, der seine eigene Heroinmarke vertrieb.

## Leben und Wirken
Ouane Rattikone ging in seiner Geburtsstadt zu Schule und trat 1941 der Polizeitruppe Garde indigène bei. 1945 desertierte er, um sich der Unabhängigkeitsbewegung Lao Issara anzuschließen. 1946–49 war er an Guerillaaktivitäten im südlichen Laos beteiligt.
Nach einer Amnestie trat er 1949 in die neugegründete laotische Armee (Kôngthap Haeng Xāt), die anfangs 1200 Mann stark war, ein. Nach der Unabhängigkeit des Königreichs Laos (22. Oktober 1953, bestätigt 21. Juli 1954) erfolgte seine rasche Beförderung zum Brigadier innerhalb der – vollständig aus amerikanischen Mitteln – rapide ausgebauten Armee.
Seit 1958 war er Mitglied des „Komitees zur Verteidigung nationaler Interessen“ (Khana Kammakān Pônghan Phoyphanyot) Im Jahre 1959 wurde er Chef des Generalstabes. Nach dem Staatsstreich Kong Les im August 1960 wurde er als Außen- und Verteidigungsminister Mitglied im Kabinett von Souvanna Phouma. Er wechselte bald die Seiten zum rechtsgerichteten Phoumi Nosavan.
Während des Laotischen Bürgerkriegs hielt Rattikone engste Verbindungen zum amerikanischen Botschafter William H. Sullivan und dem CIA-station chief Ted Shackley. Mit deren Unterstützung rebellierte er im April 1964 gegen Phoumi Nosavan. Endgültig wurde dieser im Februar 1965 ins Exil nach Thailand gezwungen. In den Jahren 1965–69 war Rattikone Oberkommandierender der Streitkräfte und fungierte in der nördliche Militärregion als eine Art Warlord. Er war ein Verbündeter des ebenfalls von der CIA unterstützten Hmong-Generals Vang Pao.
Offiziell wurde Rattikone im Juni 1971 als Kommandeur verabschiedet. 1973 wurde er in die Nationalversammlung (Saphāa Haeng Xāt) gewählt.
Nach der Ausrufung der Demokratischen Volksrepublik Laos am 2. Dezember 1975 wurde Rattikone zur Umerziehung in das nordöstliche Laos verbracht, wo er vor der erfolgreichen Beendigung der Maßnahme im Oktober 1978 verstarb.

### Drogenhändler
Offiziell hatte Laos das aus französischer Zeit übernommene Opiummonopol (Opium Régie du Laos) 1961 abgeschafft und den Handel fürderhin unter Strafe gestellt. Anbau und Export, die ursprünglich zur Finanzierung der GCMA bis 1954 massiv ausgeweitet worden waren, gingen jedoch weiter.
Unter General Phoumi war er ab 1962 beauftragt, die Opiumgeschäfte der Regierung zu leiten, wofür er ein monatliches Salär von US$ 200 erhielt und Kontakte zu den Shan und KMT in Birma als Lieferanten aufbaute. Zu dieser Zeit wurden monatlich etwa 1 t Opium an die Kumpanen von Nguyen Kao Ky in Südvietnam geliefert. Die Exporte verdreifachten sich bis 1964.
Nachdem Rattikone 1965 den Premier Phoumi Nosavan vertrieben hatte, übernahm er den Opiumhandel besonders im Nord-Westen selbst. Zunächst schaltete er alle Transporteure der Air Laos Commerciale aus, wodurch sich zunächst logistische Probleme ergaben. Er plante künftig nur noch die T-28 Flugzeuge der Royal Lao Air Force einzusetzen. Seine amerikanischen Freunde befürchteten jedoch, dass dadurch die Fähigkeiten der Luftwaffe im secret war beeinträchtigt würden. Sie beschafften daher die Mittel zum Kauf von zwei Douglas-C-47-Dakota-Transportern aus dem amerikanischen Entwicklungshilfeprogramm USAID. Diese Maschinen wurden unter dem Tarnnamen Xieng Khoung Air betrieben und bildete zusammen mit der Air America die ultimative Air Opium.
Rattikone betrieb ein Heroin-Labor in Ban Houi Sai (= Ban Houayxay), ein weiteres in der Hauptstadt. Mit seinem Partner, dem chinesischen Geschäftsmann Huu Tim-heng, hatte er eine Fabrik, in der ab 1965 ebenfalls Heroin der Marke Double-U-O Globe produziert wurde. Die meisten Konsumenten waren die Angehörigen der US-Truppen in Vietnam, bei denen der Durchseuchungsgrad bei den Fronttruppen 15–22 % erreichte. Um die nötigen Chemikalien (Äther und Essigsäureanhydrid) zur Produktion bekommen zu können, hatte Huu zusammen mit dem Sohn des Premierministers das Pepsi-Cola-Franchise für Laos erworben. Die Fabrik hatte auch nach 5 Jahren noch keine einzige Flasche abgefüllt. Nguyen Thi Ly, die ältere Schwester des vietnamesischen Premiers, koordinierte direkt den Export (über Pakxé und Phnom Penh, von dort mit Maschinen der Luftwaffe – Operation Haylift), bis sie 1967 nach Saigon zurückkehrte.
Aus einem Überfall der KMT mit 1400 Mann, Ende Juli 1967, auf eine große Opiumkarawane Khun Sas im laotischen Grenzort Ban Khwan entwickelte sich ein sechstägiges Gefecht. Der laotische General forderte beide Seiten auf, das Land zu verlassen. Als die SNA $ 500000 und die KMT $ 250000 forderten, ergriff er die Gelegenheit beim Schopf und ließ sechs Flugzeuge der Luftwaffe die Kämpfer bombardieren. Den 1800 Mann der vorrückenden laotischen Armee fielen 200 Leichen und 16 t Opium in die Hände. Rattikone stieg in den Folgejahren endgültig zum bedeutendsten Heroinproduzenten der Region auf.